# Église de professants
L’Église de professants ou l’Église de croyants est une doctrine théologique du christianisme évangélique qui enseigne que l’on devient membre de l'Église par nouvelle naissance et profession de foi. L’adhésion à cette doctrine est une caractéristique commune pour définir une église évangélique.

## Histoire
Cette doctrine a son origine dans la réforme radicale au sein de l’anabaptisme. La Confession de Schleitheim publiée en 1527 par les frères Suisses, un groupe d’anabaptistes dont l'auteur présumé Michael Sattler, est une publication faite à Schleitheim qui a répandu cette doctrine,. Dans cette confession, le baptême du croyant après une profession de foi est placé comme un fondement théologique essentiel. En 1644, la Confession de foi baptiste de 1644, publiée par des églises baptistes fera de même. En 1916, la Déclaration de vérités fondamentales des Assemblées de Dieu, publiée par des églises pentecôtistes, reprendra également cette doctrine ,,,. Dans les années 1960, les églises du mouvement charismatique évangélique adopteront aussi cette doctrine. En 1967, la conférence de l’Église de professants (Believers' Church conference) est établie au Séminaire théologique baptiste du Sud de Louisville (Kentucky) aux États-Unis et se tiendra tous les 2 ou 3 ans dans un institut de théologie évangélique différent,.
L’adhésion à la doctrine de l’Église de professants est une caractéristique commune pour définir une église évangélique au sens spécifique,.

## Doctrine
Une définition des caractéristiques largement acceptée est celle de l’historien américain Donald Durnbaugh, qui résume la doctrine de l’Église de professants en 7 points,,,,,, :
1. Adhésion volontaire à l’église. On devient membre de l'Église par nouvelle naissance et profession de foi. Le baptême, réservé aux croyants adolescents ou adultes (baptême du croyant), est un symbole de cet engagement ;
2. L'Église est une communauté fraternelle d’entraide et d’édification ;
3. La charité et le service dans l’église sont une expression d’une vie chrétienne saine ;
4. Le Saint-Esprit et la Bible sont les seules bases de l’autorité dans l'Église. Certaines traditions religieuses non-bibliques doivent être rejetées. Les membres qui ne respectent pas la confession de foi de l’Église et ne veulent pas se repentir doivent être excommuniés de la communauté ;
5. Volonté de retourner aux éléments fondamentaux de l’Église primitive ;
6. Une structure simple de l'Église ;
7. La foi en l'Église universelle comme le corps de Christ.

La doctrine de l’Église de professants ne doit pas être confondue avec l’Église libre, qui est un concept désignant les églises séparées des États,. Certaines confessions chrétiennes pouvant être identifié dans le mouvement de l’Église libre n’adhèrent pas à la doctrine de l’Église de professants,,.

## Principaux mouvements adhérents
Malgré les nuances dans les divers mouvements évangéliques, il y a un ensemble de croyances similaires pour les mouvements adhérant à la doctrine de l’Église de professants, dont les principaux sont l’anabaptisme, le baptisme et le pentecôtisme,,,,,.